# Ampulex dementor
Ampulex dementor је врста осе-бубашваба пореклом са Тајланда , коју је 2014. описао Michael Ohl из Музеја природе у Берлину, Немачка. Име врсте су одабрали посетиоци музеја у настојању да се подигне свест јавности о питањима таксономије и описа биодиверзитета .

## Опис
Ampulex dementor је обојен црвеном и црном бојом. Његове мандибуле и већина клипеуса, проторакса, мезоторакса и постеролатералних области су сви светлоцрвени, док су абдомен и већи део главе црни. Крила су му благо жута. Има дуге, витке ноге и цевасту петељку, дугу као тергум. Од око 170 врста у породици Ampulicidae, Ampulex dementor је највећи. Дужина женки варира између 9,6 и 10,9 мм; дужина мужјака није окарактерисана.

## Понашање
Оса има необично понашање према бубашвабама. Док убоде свој плен, ослобађа токсин у нервне чворове жртве. Овај токсин блокира октопаминске рецепторе бубашваба, остављајући бубашваба живим, али послушним и са оштећеном покретљивошћу. Подбадајући својим антенама, грабежљивац затим прати своју жртву у осиње гнездо, одакле се може лакше послати.

## Етимологија
У време описа осе, посетиоци Музеја природе (у коме је врста описана) замољени су кроз дистрибуцију памфлета да изаберу између четири имена, од којих је на крају изабрано треће:
- Ampulex bicolor  (латинска реч значи „две боје“, од бис = два пута) због веома карактеристичних боја, црне и црвене
- Ampulex mon, алузија на његово порекло, Тајланд и народ Мон , једна од најранијих етничких група која је тамо живела
- Ampulex dementor, који се односи на његову сличност у понашању са дементорима , измишљеним створењима из франшизе књига о Харију Потеру , која исисавају душу из свог плена, остављајући празно тело без мисли и емоција, помало као оса.
- Ampulex plagiator, јер је врста мимичар мрава , посебно 'копира' општи изглед и кретање мрава, што га чини плагијатором у овом погледу